# Пљачка Багдада (1258)
Пљачка Багдада извршена је 10. фебруара 1258. године од стране Монгола под вођством Хулагу кана. 

## Пљачка
Монголи под вођством Хулагу кана (унука чувеног Џингис кана) покрећу поход на Багдад почетком 1258. године. Мустази га није ни мислио бранити. Опсада је започела 29. јануара, а град се предао 10. фебруара 1258. године, али га то није спасило од страховитог масакра. У пљачки је учествовао и одред крсташке државе кнежевине Антиохије. Готово целокупно становништво је масакрирано. Голоруки људи су се предавали у групама, а Монголи су их истог часа убијали. Највећи део града био је спаљен, џамија сравњена са земљом, а абасидски гробови разрушени. Рачуна се да је погинуло 90.000 муслимана.
Ни калиф Мустази није боље прошао. Најпре је морао да преда злато из скровишта које је имао, а онда су га 20. фебруара Монголи ушили у врећу и бацили под коњска копита. Коњи су га изгазили на смрт.